# Chiesa della Madonna del Rosario (Castell'Azzara)
La chiesa della Madonna del Rosario è un edificio religioso situato a Castell'Azzara, in provincia di Grosseto.

## Descrizione
Originaria del XVI secolo e parzialmente alterata da un recente restauro, presenta una facciata a capanna ed un interno a pianta rettangolare coperto a capriate.
Nella scarsella, voltata a crociera e decorata da alcuni affreschi frammentari databili alla seconda metà del XVI secolo - raffiguranti gli Evangelisti nelle vele, l'Adorazione dei Magi e la Natività nelle lunette, due Santi nella parete di fondo - è conservata una tela seicentesca raffigurante la Madonna del Rosario tra i Santi Domenico e Caterina da Siena.